# بولینیو
بولینیو (به فرانسوی: Bouligneux) یک کمون در فرانسه است که در Canton of Villars-les-Dombes واقع شده‌است.

## خصوصیات
بولینیو ۲۶٫۰۹ کیلومترمربع مساحت و ۳۰۳ نفر جمعیت دارد و ۲۸۰ متر بالاتر از سطح دریا واقع شده‌است.